# Alkalmazáselemző
Az Egyesült Államokban az alkalmazáselemző (más néven alkalmazásrendszer-elemző) olyan személy, akinek munkája egy adott alkalmazás vagy alkalmazások támogatása. Ez magában foglalhat némi számítógépes programozást, némi rendszergazdai készséget, valamint a képességet egy adott probléma elemzésére, diagnosztizálására és az alapvető ok megtalálására, majd vagy a probléma megoldására, vagy annak továbbítására az illetékes személyeknek, ha a probléma nem tartozik az alkalmazáselemző felelősségi körébe. Tipikusan egy alkalmazáselemző felelős az egyedi (azaz egyedi fejlesztésű) alkalmazások támogatásáért, amelyek különféle programozási nyelvekkel és különféle adatbázis rendszerekkel, middleware rendszerekkel stb. vannak programozva. Ez a harmadik szintű technikai támogatás / ügyfélszolgálat egyik formája. A szerepkör lehet, hogy magában foglal némi ügyfélkapcsolatot, de leggyakrabban egy probléma leírásának megszerzését jelenti az ügyfélszolgálattól, diagnózis felállítását, majd vagy egy javítás létrehozását, vagy a probléma továbbítását valakinek, aki az adott problématerületért felelős.
Egyes vállalatoknál az alkalmazáselemző egy szoftvertervező.

## Áttekintés
Az iparágtól függően az alkalmazáselemző szakértelmét felhasználva ellenőrzi a tervezési dokumentumokat, tesztel új funkciókat, és hibajavításokat hajt végre. További feladatok közé tartozhat a kapcsolat fenntartása az üzleti szereplők és az IT fejlesztők között. Ezenkívül rendszerkövetelmények és tervezési kérdések tisztázása az integráló-alkalmazási csapatok számára. Az alkalmazáselemző különböző csatornákkal (a terjedelemtől függően) kommunikál, hogy bemutatókat, alkalmazás-bemutatókat és képzéseket nyújtson. Az alkalmazáselemző az IT erőforrásokkal együttműködve biztosítja a magas minőségű szállítmányokat az agilis módszertan alkalmazásával a gyors technológiai fejlesztések érdekében. Az alkalmazáselemző részt vesz a változáskezelési folyamatban is, hogy kezelje, dokumentálja és kommunikálja a visszajelzéseket.
Az alkalmazásrendszer elemzők konzultálnak a vezetőséggel, és segítenek a szoftverek fejlesztésében, hogy megfeleljenek az ügyfelek igényeinek. Az alkalmazásrendszer elemzőknek pontos és minőségi elemzéseket kell készíteniük az új programalkalmazásokról, valamint tesztelést kell végezniük, azonosítaniuk kell a potenciális problémákat, és hatékonyan meg kell oldaniuk azokat. Az ügyfelek igényei széles körben változhatnak (például dolgozhatnak az orvosi területen vagy az értékpapíriparban), ezért elengedhetetlen, hogy naprakészek legyenek a szoftver- és technológiai trendekkel a saját területükön.
Azok a vállalatok, amelyek elemzőket igényelnek, többnyire az üzleti, számviteli, biztonsági és tudományos mérnöki területeken működnek. Az alkalmazásrendszer elemzők más elemzőkkel és programtervezőkkel, valamint vezetőkkel és ügyfelekkel dolgoznak együtt. Ezek az elemzők általában irodai környezetben dolgoznak, de vannak kivételek, amikor az ügyfelek az irodájukban vagy otthonukban igénylik a szolgáltatásokat. Az alkalmazásrendszer elemzők általában teljes munkaidőben dolgoznak, bár szükség lehet arra, hogy éjszakai műszakban és hétvégéken is dolgozzanak a felmerülő problémák megoldása érdekében, vagy amikor a határidők közelednek; néhány vállalat elvárhatja, hogy az elemzők készenlétben legyenek.
Az elemzői pozíciók általában legalább egy alapképzést igényelnek számítástechnika vagy egy kapcsolódó területen, és előfordulhat, hogy mesterfokozat is szükséges. Korábbi informatikai tapasztalat - lehetőleg hasonló szerepkörben - szintén elvárás. Az alkalmazásrendszer elemzőknek kiváló kommunikációs készségekkel kell rendelkezniük, mivel gyakran közvetlenül ügyfelekkel dolgoznak, és előfordulhat, hogy más elemzők képzésére is szükség van. Az alkalmazkodóképesség, a csapatmunkában való jártasság és az önálló munkavégzés képessége szintén előnyös tulajdonságok.
Az alkalmazáselemző feladatai a következők:
- Elemezze és irányítsa a problémákat a megfelelő jegykezelő rendszerekbe, és frissítse és zárja le a jegyeket időben.
- Dolgozzon ki vagy módosítson eljárásokat a problémák megoldására, figyelembe véve a számítógépes eszközök kapacitását és korlátait.
- Új felhasználók létrehozása, hozzáférési szintek kezelése és jelszavak visszaállítása.
- Végezzen alkalmazástesztelést és nyújtson támogatást az adatbázis kezelésében.
- Hozzon létre és tartson karban dokumentációt az operatív és biztonsági auditokhoz szükséges módon.

## Fordítás
Ez a szócikk részben vagy egészben  az   Application analyst című angol Wikipédia-szócikk ezen változatának fordításán alapul.  Az eredeti cikk szerkesztőit annak laptörténete sorolja fel. Ez a jelzés csupán a megfogalmazás eredetét és a szerzői jogokat jelzi, nem szolgál a cikkben szereplő információk forrásmegjelöléseként.